# 江冰鑑
江冰鑑，侯官人，清朝政治人物，貢生出身。江冰鑑於1734年（雍正12年）奉旨於台灣擔任台灣鳳山縣訓導。負責鳳山縣一帶教育方面的事務。